# Laura Patriarche
Laura Patriarche (30 juni 1990) is een Belgisch hockeyster.

## Levensloop
Patriarche was 12 jaar actief bij KHC Dragons. In 2018 maakte ze de overstap naar RRC Bruxelles.
Daarnaast was ze actief bij het Belgisch hockeyteam. Met de Red Panthers nam ze onder meer deel aan het Europees kampioenschap van 2011. Ook maakte ze deel uit van het Belgisch zaalhockeyteam. Met de Red Foxes nam ze onder meer deel aan het Europees kampioenschap van 2016.